# Course du Maroc des voitures de tourisme
Le Grand Prix automobile de Marrakech ou Course WTCC du Maroc (FIA WTCC Race of Morocco) est une épreuve de course automobile qui a lieu chaque année sur le Circuit urbain Moulay El Hassan, à Marrakech (Maroc), elle se déroule chaque année depuis 2009 dans le cadre du Championnat du monde des voitures de tourisme (World Touring Car Championship ou WTCC).

## Le circuit
Le circuit, tracé dans les rues de marrakech sur 4,54 km, est constitué essentiellement de longues lignes droites entrecoupées de chicanes. En 2015 le circuit a été repensé par Hermann Tilke un architecte spécialisé dans la conception des circuits F1.

## Histoire

### Création (2009-2010)
À sa création en 2009, la Race of Morocco est le premier événement international de course automobile couru au Maroc depuis le Grand Prix automobile du Maroc 1958 disputé sur le Circuit d'Ain-Diab, à Casablanca. La course est de ce fait la seule étape africaine du WTCC et est de facto l'une des rares épreuves internationales africaines à être reconnue par la Fédération internationale de l'automobile (FIA).

### Le retour (2012-)
En décembre 2011, la FIA annonce le retour de l'épreuve marocaine au calendrier du WTCC. Pour la saison 2014, le Maroc est choisi comme première épreuve du calendrier. La Course 1 est remportée par José María López et la Course 2 par Sébastien Loeb. L'étape 2016 est fixée au 7/8 mai et se déroule sur le nouveau circuit conçu par l'Architecte Hermann Tilke.

## Course supports
Habituellement, très peu de championnats se rendent à Marrakech excepté l'Auto GP (ou la Formule 2 en 2010).
L'édition 2013 accueillera le championnat Supercar GT.

## Palmarès
| Année | Vainqueur                    | Voiture          | Championnat            | Résultats     |
| ----- | ---------------------------- | ---------------- | ---------------------- | ------------- |
| 2009  | Course 1 : Robert Huff       | Chevrolet        | WTCC - Race of Morocco | Résultats     |
| 2009  | Course 2 : Nicola Larini     | Chevrolet        | WTCC - Race of Morocco | Résultats     |
| 2010  | Course 1 : Gabriele Tarquini | SEAT             | WTCC - Race of Morocco | Résultats     |
| 2010  | Course 2 : Andy Priaulx      | BMW              | WTCC - Race of Morocco | Résultats     |
| 2011  | Pas de course                | Pas de course    | Pas de course          | Pas de course |
| 2012  | Course 1 : Alain Menu        | Chevrolet        | WTCC - Race of Morocco | Résultats     |
| 2012  | Course 2 : Yvan Muller       | Chevrolet        | WTCC - Race of Morocco | Résultats     |
| 2013  | Course 1 : Michel Nykjær     | Chevrolet Cruze  | WTCC - Race of Morocco | Résultats     |
| 2013  | Course 2 : Pepe Oriola       | Seat León        | WTCC - Race of Morocco | Résultats     |
| 2014  | Course 1 : José María López  | Citroën C-Elysée | WTCC - Race of Morocco | Résultats     |
| 2014  | Course 2 : Sébastien Loeb    | Citroën C-Elysée | WTCC - Race of Morocco | Résultats     |
| 2015  | Course 1 : José María López  | Citroën C-Elysée | WTCC - Race of Morocco | Résultats     |
| 2015  | Course 2 : Yvan Muller       | Citroën C-Elysée | WTCC - Race of Morocco | Résultats     |
| 2016  | Course 1 : Tom Coronel       | Chevrolet Cruze  | WTCC - Race of Morocco | Résultats     |
| 2016  | Course 2 : José María López  | Citroën C-Elysée | WTCC - Race of Morocco | Résultats     |
| 2017  | Course 1 : Esteban Guerrieri | Chevrolet Cruze  | WTCC - Race of Morocco | Résultats     |
| 2017  | Course 2 : Tiago Monteiro    | Honda Civic      | WTCC - Race of Morocco | Résultats     |
| 2018  | Course 1 : Gabriele Tarquini | Hyundai i30      | WTCR - Race of Morocco | Résultats     |
| 2018  | Course 2 : Jean-Karl Vernay  | Audi RS3         | WTCR - Race of Morocco | Résultats     |
| 2018  | Course 3 : Gabriele Tarquini | Hyundai i30      | WTCR - Race of Morocco | Résultats     |
| 2019  | Course 1 : Esteban Guerrieri | Honda Civic      | WTCR - Race of Morocco | Résultats     |
| 2019  | Course 2 : Gabriele Tarquini | Hyundai i30      | WTCR - Race of Morocco | Résultats     |
| 2019  | Course 3 : Thed Björk        | Lynk & Co 03     | WTCR - Race of Morocco | Résultats     |